# Katar
 For alternative betydninger, se Katar (flertydig). (Se også artikler, som begynder med Katar)
En Katar eller en bundidolk er et stikvåben, en stanset dolk fra det indiske subkontinent. Det er velegnet til hurtige angreb. Det blev brugt af indiske krigere kaldet rajputs. Katarens greb er horisontalt, og bladet sidder over brugerens knoer.